# Ephedra californica
Ephedra californica är en kärlväxtart som beskrevs av Sereno Watson. Ephedra californica ingår i släktet efedraväxter, och familjen Ephedraceae. Inga underarter finns listade i Catalogue of Life.

## Bildgalleri

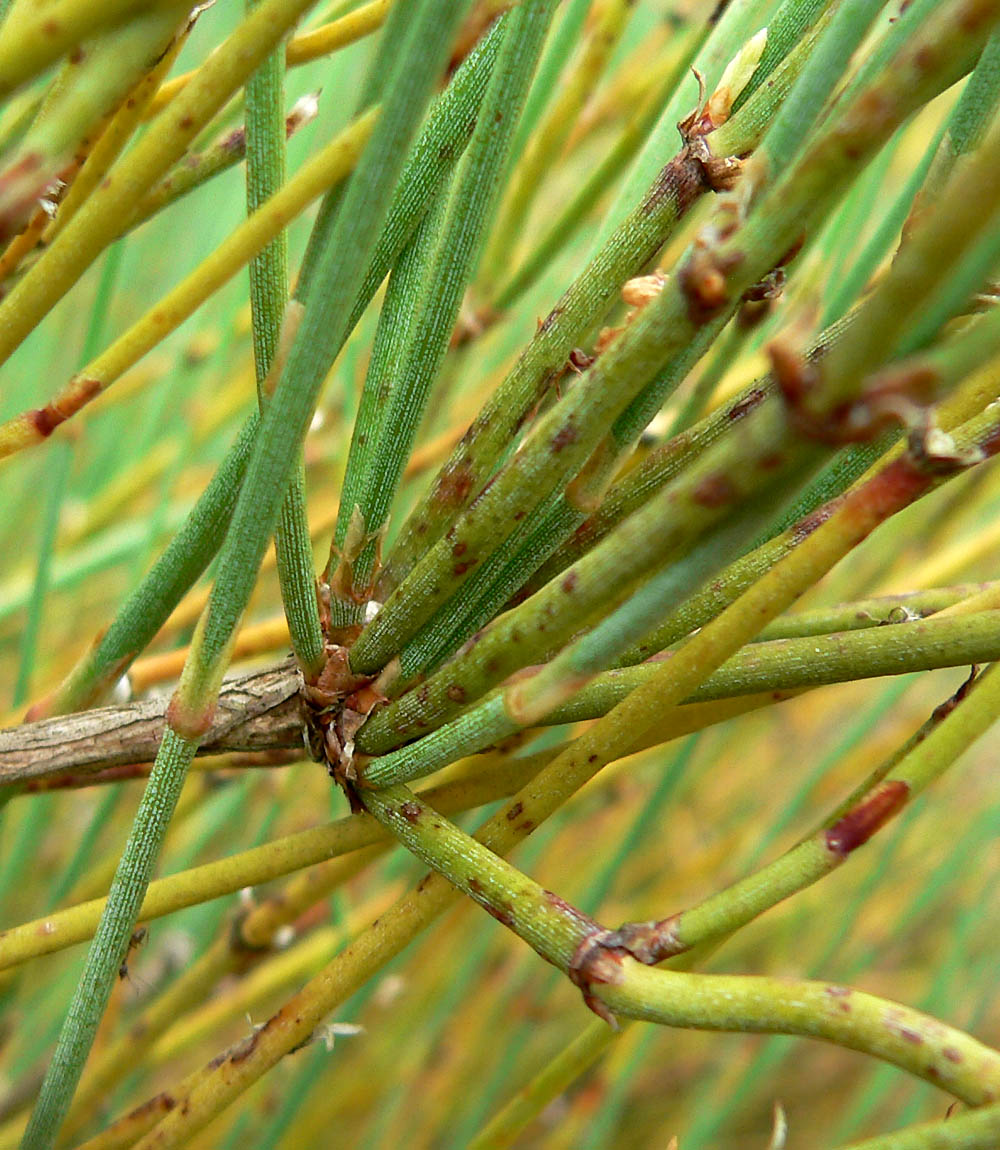
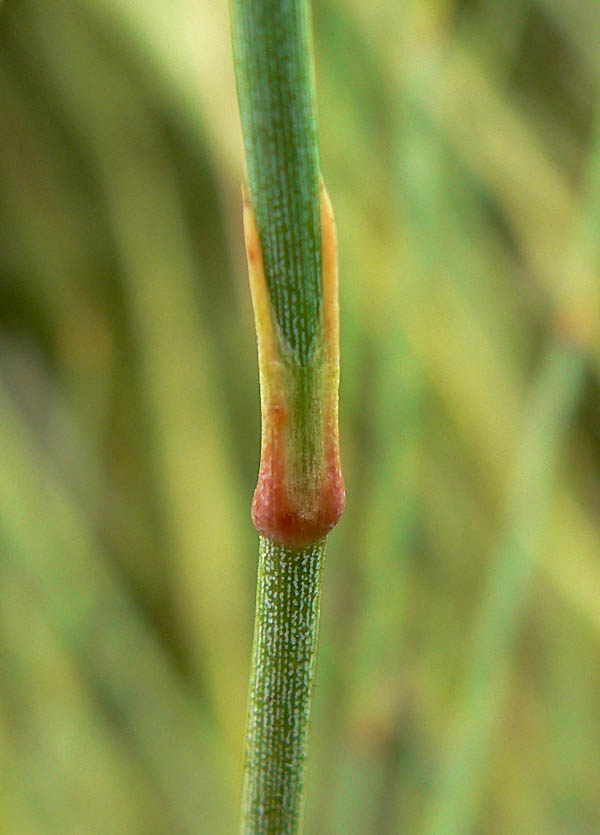